# Alex Strangelove
Pour plus de détails, voir Fiche technique et Distribution.
Alex Strangelove est une comédie américaine écrite et réalisée par Craig Johnson, sortie en 2018.

## Synopsis
Alex est un étudiant brillant, fan d'animaux sauvages et amoureux d’une fille nommée Claire. Alors qu’il s’apprête à passer un cap important dans sa relation, l’arrivée d’un garçon va perturber l’esprit de celui-ci et remettre en question son orientation sexuelle.

## Fiche technique
- Titre : Alex Strangelove
- Réalisation et scénario : Craig Johnson
- Musique : Nathan Larson
- Direction artistique : Christopher Minard
- Costumes : David C. Robinson
- Photographie : Hilary Spera
- Montage : Jennifer Lee
- Production : Jared Goldman, Ben Stiller et Nicholas Weinstock
- Sociétés de production : Mighty Engine, Red Hour Films et STXfilms
- Société de distribution : Netflix
- Pays d'origine :  États-Unis
- Langue originale : anglais
- Format : couleur
- Genre : Comédie romantique
- Durée : 99 minutes
- Dates de sortie :
  - États-Unis : 14 avril 2018 (Festival international du film de San Francisco) ; 8 juin 2018 (Netflix)
  - International : 8 juin 2018 (Netflix)

## Distribution
- Daniel Doheny (VF : Martin Faliu) : Alex Truelove
- Antonio Marziale (VF : Fabrice Trojani) : Elliott
- Madeline Weinstein (VF : Ludivine Maffren) : Claire
- Daniel Zolghadri (VF : Thomas Sagols) : Dell
- Nik Dodani : Blake
- Fred Hechinger : Josh
- Annie Q. : Sophie Hicks
- Ayden Mayeri : Hilary
- Kathryn Erbe (VF : Anne Rondeleux) : Helen
- Joanna P. Adler : Holly Truelove
- William Ragsdale : Ron Truelove
- Isabella Amara : Gretchen
- Sophie Faulkenberry : Sierra
- Dante Costabile : Dakota

Source et légende : version française (VF) selon le carton de doublage.

## Production

### Développement
En mai 2016, on annonce que Craig Johnson écrirait et dirigerait le film, avec Jared Goldman, Ben Stiller et Nicholas Weinstock produisant le film, sous leur bannière Red Hour Films. STX Entertainment distribuerait le film.
En avril 2017, Netflix a acquis le film.

### Attribution des rôles
En avril 2017, Daniel Dohenyrejoint le casting du film. En juin 2017, Nik Dodani et Antonio Marziale rejoignent la distribution du film,.

## Accueil
Alex Strangelove est sélectionné et projeté le 14 avril 2018 au festival international du film de San Francisco aux États-Unis, avant d'être diffusé internationalement le 8 juin 2018 sur Netflix.